# Dypsis mcdonaldiana
Espèce
Statut de conservation UICN

 EN B1ab(iii)+2ab(iii) : En danger
Dypsis mcdonaldiana est une espèce de plantes de la famille des Arecaceae.

## Publication originale
- Palms of Madagascar 245–246. 1995.